# استاد (نظام دادگستری)
استاد (به انگلیسی: Master) یک قاضی با صلاحیت محدود در دادگاه‌های تمیز در انگلستان و ولز و در خیلی از حوزه‌های قضایی دیگر برپایهٔ نظام کامن لا است. صلاحیت استاد عموماً محدود به دادرسی مدنی است. استادها معمولاً در رسیدگی به انواع تخصصی محاکمات، مدیریت پرونده و در برخی حوزه‌های قضایی حل اختلاف یا قضاوت دربارهٔ موضوعات خاص ارجاع شده توسط قضات، شرکت دارند.
علاوه بر دادگاه‌های انگلستان و ولز، استادان ممکن است در جمهوری ایرلند، استرالیا، نیوزیلند، هنگ کنگ، چندین کشور حوزه کارائیب و تعدادی از استان‌های کانادا یافت شوند. چندین دادگاه ایالتی در ایالات متحده آمریکا، از استادان یا افسران مشابه استفاده می‌کنند و همچنین از استادان ویژه استفاده گسترده‌ای می‌کنند. در برخی حوزه‌های قضایی مانند دادگاه فدرال در کانادا، مقام منشی ارشد دادگاه مشابه مقام استاد است.
در برخی کشورها، نام این مقام به قاضی وابسته تغییر یافته است. تا به امروز، این اتفاق در چندین ایالت استرالیا، در نیوزیلند و در استان انتاریو کانادا افتاده داده است.